# Liste de films français sortis en 1956
Listes de films français
- 1952
- 1953
- 1954
- 1955
- 1956
- 1957
- 1958
- 1959
- 1960

Liste non exhaustive de films français sortis en 1956

## 1956
| Titre                                   | Réalisateur                                      | Distribution                                                 | Genre                      | Notes  |  |
| --------------------------------------- | ------------------------------------------------ | ------------------------------------------------------------ | -------------------------- | ------ |  |
| À la manière de Sherlock Holmes         | Henri Lepage                                     | Henri Vilbert, Claude Sylvain                                | Policier                   |        |  |
| Afrique 50                              | René Vautier                                     | -                                                            | Documentaire               |        |  |
| Alerte au Deuxième Bureau               | Jean Stelli                                      | Franck Villard, Geneviève Kervine                            | Drame                      |        |  |
| Les Anges aux mains noires              | Mario Bonnard                                    | Lise Bourdin, Henri Vilbert Fausto Tozzi                     | Drame                      | -      |  |
| Les Assassins du dimanche               | Alex Joffé                                       | Barbara Laage, Dominique Wilms                               | Comédie dramatique         |        |  |
| Les Aventures de Gil Blas de Santillane | René Jolivet                                     | Georges Marchal, Barbara Laage Jacques Castelot              | Aventure                   |        |  |
| Les Aventures de Till l'Espiègle        | Gérard Philipe et Joris Ivens                    | Gérard Philipe, Jean Vilar Fernand Ledoux, Nicole Berger     | Film d'aventures           | -      |  |
| Le Ballon rouge                         | Albert Lamorisse                                 | Pascal Lamorisse                                             | Drame                      | 36 min |  |
| La Bande à papa                         | Guy Lefranc                                      | Louis de Funès, Fernand Raynaud                              | comédie policière          |        |  |
| Baratin                                 | Jean Stelli                                      | Roger Nicolas, Ginette Baudin                                |                            |        |  |
| Bébés à gogo                            | Paul Mesnier                                     | Jane Sourza, Raymond Souplex                                 | Comédie                    |        |  |
| La Belle des belles                     | Robert Z. Leonard                                | Gina Lollobrigida, Anne Vernon                               | Comédie dramatique         | -      |  |
| Bob le flambeur                         | Jean-Pierre Melville                             | Isabelle Corey, Daniel Cauchy Roger Duchesne                 | Film policier              |        |  |
| Bonjour sourire                         | Claude Sautet                                    | Henri Salvador, Annie Cordy Jimmy Gaillard, Louis de Funès   | Comédie                    |        |  |
| Les carottes sont cuites                | Robert Vernay                                    | Jane Sourza, Raymond Souplex                                 | Comédie                    |        |  |
| Ce soir les jupons volent               | Dimitri Kirsanoff                                | Sophie Desmarets, Brigitte Auber                             | comédie                    |        |  |
| Ce soir les souris dansent              | Juan Fortuny                                     | Howard Vernon, Mick Micheyl                                  | policier                   |        |  |
| Cela s'appelle l'aurore                 | Luis Buñuel                                      | Georges Marchal, Lucia Bosé                                  | Drame                      |        |  |
| Ces sacrées vacances                    | Robert Vernay                                    | Sophie Desmarets , Pierre Destailles                         | comédie                    |        |  |
| C'est arrivé à Aden                     | Michel Boisrond                                  | André Luguet, Jacques Dacqmine                               | comédie                    |        |  |
| Cette sacrée gamine                     | Michel Boisrond                                  | Brigitte Bardot, Jean Bretonnière                            | Comédie                    |        |  |
| Le Chanteur de Mexico                   | Richard Pottier                                  | Luis Mariano, Bourvil                                        | F. musical                 | -      |  |
| La Châtelaine du Liban                  | Richard Pottier                                  | Jean-Claude Pascal Gianna Maria Canale                       | Aventure                   | -      |  |
| Cinq millions comptant                  | André Berthomieu                                 | Jane Sourza, Ded Rysel                                       | comédie                    |        |  |
| Le Circuit de minuit                    | Ivan Govar                                       | Blanchette Brunoy, Yves Vincent                              | Drame                      | -      |  |
| Club de femmes                          | Ralph Habib                                      | Nicole Courcel, Dany Carrel                                  | comédie                    |        |  |
| Les Copains du dimanche                 | Henri Aisner                                     | Jean-Paul Belmondo, Marc Cassot                              | Aventure                   |        |  |
| Le Coup du berger                       | Jacques Rivette                                  | Jean-Claude Brialy                                           | court métrage Comique      | 27 min |  |
| Coup dur chez les mous                  | Jean Loubignac                                   | Jane Sourza, Raymond Souplex                                 | comédie                    |        |  |
| Courte Tête                             | Norbert Carbonnaux                               | Fernand Gravey, Micheline Dax Jean Richard                   | comédie                    |        |  |
| Le Couturier de ces dames               | Jean Boyer                                       | Fernandel, Suzy Delair                                       | comédie                    |        |  |
| Crime et Châtiment                      | Georges Lampin                                   | Jean Gabin, Marina Vlady                                     | drame                      |        |  |
| La Crise du logement                    | Jean Dewever                                     | Françoise Fechter et Roland Ménard (voix)                    | documentaire               | 24 min |  |
| Des gens sans importance                | Henri Verneuil                                   | Jean Gabin, Françoise Arnoul                                 | Drame                      |        |  |
| Dimanche à Pékin                        | Chris Marker                                     | Gilles Quéant (voix)                                         | court métrage              | 22 min |  |
| Don Juan                                | John Berry                                       | Fernandel, Carmen Sevilla                                    | comédie                    | -      |  |
| Les Duraton                             | André Berthomieu                                 | Ded Rysel, Jane Sourza                                       | Comédie                    |        |  |
| Elena et les Hommes                     | Jean Renoir                                      | Ingrid Bergman, Jean Marais Mel Ferrer                       | Comédie                    | -      |  |
| En effeuillant la marguerite            | Marc Allégret                                    | Brigitte Bardot, Daniel Gélin Robert Hirsch, Darry Cowl      | Comédie                    |        |  |
| Et Dieu… créa la femme                  | Roger Vadim                                      | Brigitte Bardot Jean-Louis Trintignant                       | Drame                      |        |  |
| Fernand cow-boy                         | Guy Lefranc                                      | Fernand Raynaud, Noël Roquevert                              | Comédie                    |        |  |
| La Foire aux femmes                     | Jean Stelli                                      | Etchika Choureau, Dora Doll                                  |                            |        |  |
| Gervaise                                | René Clément                                     | Maria Schell, François Périer Suzy Delair, Armand Mestral    | Drame                      |        |  |
| Goubbiah, mon amour                     | Robert Darène                                    | Jean Marais, Delia Scala                                     | drame                      | -      |  |
| Grand-rue                               | Juan Antonio Bardem                              | Betsy Blair, José Suárez Dora Doll                           | drame                      | -      |  |
| L'Homme aux clés d'or                   | Léo Joannon                                      | Pierre Fresnay Annie Girardot                                | Drame policier             |        |  |
| L'Homme et l'Enfant                     | Raoul André                                      | Eddie Constantine, Folco Lulli                               | drame                      | -      |  |
| Honoré de Marseille                     | Maurice Regamey                                  | Fernandel, Andrex Francis Blanche                            | comédie                    |        |  |
| Les Indiscrètes                         | Raoul André                                      | Franck Villard, Nicole Berger                                | comédie                    |        |  |
| Les Insoumises                          | René Gaveau                                      | Odile Versois, Jacques Berthier                              | drame                      |        |  |
| L'inspecteur connaît la musique         | Jean Josipovici                                  | Viviane Romance, Jean Bretonnière                            | policier Musical           |        |  |
| Je plaide non coupable                  | Edmond T. Gréville                               | Andrée Debar, Franck Villard                                 | Drame                      | -      |  |
| La Joyeuse Prison                       | André Berthomieu                                 | Michel Simon, Ded Rysel Paulette Dubost, Michel Roux         | Comédie                    |        |  |
| Léon la lune                            | Alain Jessua                                     | -                                                            |                            | 16 min |  |
| La Loi des rues                         | Ralph Habib                                      | Raymond Pellegrin, Silvana Pampanini                         | drame                      |        |  |
| Le Long des trottoirs                   | Léonide Moguy                                    | Anne Vernon, Danik Patisson                                  | drame                      | -      |  |
| Lorsque l'enfant paraît                 | Michel Boisrond                                  | Gaby Morlay, André Luguet                                    | comédie                    |        |  |
| La Lumière d'en face                    | Georges Lacombe                                  | Raymond Pellegrin, Roger Pigaut                              | drame                      |        |  |
| Les Lumières du soir                    | Robert Vernay                                    | Gaby Morlay, Etchika Choureau                                | drame                      |        |  |
| Maigret dirige l'enquête                | Stany Cordier                                    | Maurice Manson, Svetlana Pitoeff Michel André                | policier                   |        |  |
| Les Mains liées                         | Roland Quignon Aloysius Vachet Paul Vandenberghe | Nadine Alari, Jean Brochard Paul Vandenberghe                | drame                      |        |  |
| Mannequins de Paris                     | André Hunebelle                                  | Madeleine Robinson, Ivan Desny                               | Comédie dramatique         |        |  |
| Marche française                        | Henri Fabiani Raymond Vogel                      | Jean Debucourt (voix)                                        | documentaire               |        |  |
| Marie-Antoinette reine de France        | Jean Delannoy                                    | Michèle Morgan, Richard Todd Jacques Morel                   | Histoire                   | -      |  |
| La mariée est trop belle                | Pierre Gaspard-Huit                              | Brigitte Bardot, Micheline Presle Louis Jourdan              | comédie                    |        |  |
| La Meilleure Part                       | Yves Allégret                                    | Gérard Philipe, Michèle Cordoue Gérard Oury                  | drame                      | -      |  |
| Mémoires d'un flic                      | Pierre Foucaud                                   | Michel Simon, Suzy Prim                                      | Film policier              |        |  |
| Michel Strogoff                         | Carmine Gallone                                  | Curd Jürgens, Geneviève Page Jacques Dacqmine                | Aventure                   | -      |  |
| Mitsou                                  | Jacqueline Audry                                 | Danièle Delorme, Fernand Gravey, François Guérin             | comédie                    |        |  |
| Molière                                 | Norbert Tildian                                  | Jean-Paul Belmondo, Jacques Sereys Catherine Samie           | court métrage              | 25 min |  |
| Mon curé champion du régiment           | Émile Couzinet                                   | Frédéric Duvallès, Jean Carmet Charles Dechamps              | comédie                    |        |  |
| Mon curé chez les pauvres               | Henri Diamant-Berger                             | Yves Deniaud, Arletty Raymond Bussières                      | comédie                    |        |  |
| Le Monde du silence                     | J-Y Cousteau Louis Malle                         | -                                                            | Documentaire               |        |  |
| Monsieur et Madame Curie                | Georges Franju                                   | Nicole Stéphane, Lucien Hubert Lucien Barjon                 | court métrage biographique | 14 min |  |
| La Mort en ce jardin                    | Luis Buñuel                                      | Georges Marchal, Simone Signoret Michel Piccoli              | drame                      | -      |  |
| Le Mystère Picasso                      | H-G Clouzot                                      | Pablo Picasso (voix)                                         | documentaire               |        |  |
| Notre-Dame de Paris                     | Jean Delannoy                                    | Gina Lollobrigida, Anthony Quinn                             | Drame                      | -      |  |
| Nuit et Brouillard                      | Alain Resnais                                    | Michel Bouquet (voix)                                        | documentaire               | 32 min |  |
| L'Odyssée du capitaine Steve            | Marcel Pagliero Lee Robinson                     | Pierre Cressoy, Françoise Christophe                         | aventure                   | -      |  |
| Papa, maman, ma femme et moi            | J-P Le Chanois                                   | Robert Lamoureux, Gaby Morlay Fernand Ledoux, Nicole Courcel | comédie                    |        |  |
| Pardonnez nos offenses                  | Robert Hossein                                   | Marina Vlady, Pierre Vaneck                                  | Drame                      |        |  |
| Paris Canaille                          | Pierre Gaspard-Huit                              | Dany Robin, Daniel Gélin                                     | comédie                    |        |  |
| Paris la nuit                           | Jacques Baratier Jean Valère                     | Jean Carmet, Ginette Garcin                                  | Documentaire               | 28 min |  |
| Paris, Palace Hôtel                     | Henri Verneuil                                   | Françoise Arnoul, Charles Boyer                              | comédie                    | -      |  |
| La Passe du diable                      | Jacques Dupont P. Schoendoerffer                 | Jean Négroni (voix)                                          | drame                      |        |  |
| Le Pays d'où je viens                   | Marcel Carné                                     | Gilbert Bécaud, Françoise Arnoul                             | comédie f. musical         |        |  |
| Les Pépées au service secret            | Raoul André                                      | Claudine Dupuis, Tilda Thamar Raymond Souplex, Robert Berri  | comédie                    |        |  |
| Pitié pour les vamps                    | Jean Josipovici                                  | Viviane Romance, Yves Vincent Gisèle Pascal                  | drame                      |        |  |
| La Plus Belle des vies                  | Claude Vermorel                                  | Jean-Pierre Kérien, Claire Mafféi Roger Pigaut               | drame                      |        |  |
| Les Possédées                           | Charles Brabant                                  | Madeleine Robinson, Raf Vallone Magali Noël                  | drame                      | -      |  |
| Les Promesses dangereuses               | Jean Gourguet                                    | Françoise Vatel Jean-Paul Vignon                             | Romance                    |        |  |
| Quand vient l'amour                     | Maurice Cloche                                   | Mylène Demongeot                                             | comédie dramatique         | -      |  |
| Rencontre à Paris                       | Georges Lampin                                   | Robert Lamoureux, Betsy Blair                                | comédie                    |        |  |
| Rentrée des classes                     | Jacques Rozier                                   | René Boglio, Marius Sumian                                   | court métrage              | 24 min |  |
| Le Salaire du péché                     | Denys de la Patellière                           | Danielle Darrieux, Jeanne Moreau Jean-Claude Pascal          | drame                      |        |  |
| Le Sang à la tête                       | Gilles Grangier                                  | Jean Gabin, Renée Faure                                      | Drame                      |        |  |
| Le Secret de sœur Angèle                | Léo Joannon                                      | Sophie Desmarets Raf Vallone                                 | drame                      | -      |  |
| Si Paris nous était conté               | Sacha Guitry                                     | Gérard Philipe, Danielle Darrieux Michèle Morgan ...         | historique                 |        |  |
| Si tous les gars du monde               | Christian-Jaque                                  | André Valmy, Jean Gaven Marc Cassot                          | aventure drame             |        |  |
| La Sonate à Kreutzer                    | Éric Rohmer                                      | Éric Rohmer, Françoise Martinelli Jean-Claude Brialy         | drame                      | 40 min |  |
| La Sorcière                             | André Michel                                     | Marina Vlady, Maurice Ronet Nicole Courcel                   | drame                      | -      |  |
| Soupçons                                | Pierre Billon                                    | Anne Vernon, Franck Villard                                  | policier                   |        |  |
| Sous le ciel de Provence                | Mario Soldati                                    | Fernandel, Giulia Rubini                                     | drame                      | -      |  |
| Sur le pont d'Avignon                   | Georges Franju                                   | Claude Dasset (voix)                                         | documentaire               |        |  |
| La Terreur des dames                    | Jean Boyer                                       | Noël-Noël, Yves Robert Jacqueline Gauthier                   | comédie                    |        |  |
| Le Théâtre national populaire           | Georges Franju                                   | Marc Cassot (voix)                                           | documentaire               | 26 min |  |
| Le Toubib, médecin du gang              | Ivan Govar                                       | Raoul de Manez, Georges Randax                               | policier                   |        |  |
| Toute la mémoire du monde               | Alain Resnais                                    | Jacques Dumesnil (voix)                                      | documentaire               | 21 min |  |
| Toute la ville accuse                   | Claude Boissol                                   | Jean Marais, Etchika Choureau                                | comédie                    |        |  |
| La Traversée de Paris                   | Claude Autant-Lara                               | Jean Gabin, Bourvil Louis de Funès                           | Comédie dramatique         |        |  |
| Treize à table (film)                   | André Hunebelle                                  | Micheline Presle Fernand Gravey                              | comédie                    |        |  |
| Les Truands                             | Carlo Rim                                        | Eddie Constantine, Noël-Noël Jean Richard, Yves Robert       | Comédie                    |        |  |
| Tu enfanteras sans douleur              | Henri Fabiani                                    | -                                                            | documentaire               | 26 min |  |
| Un condamné à mort s'est échappé        | Robert Bresson                                   | François Leterrier                                           | drame de guerre            |        |  |
| Une fée… pas comme les autres           | Jean Tourane                                     | Robert Lamoureux (voix)                                      | animation                  | -      |  |
| La vie est belle                        | Roger Pierre et Jean-Marc Thibault               | Roger Pierre, Jean-Marc Thibault                             | Comédie                    |        |  |
| Voici le temps des assassins            | Julien Duvivier                                  | Jean Gabin, Danièle Delorme                                  | Drame film noir            |        |  |
| Vous pigez ?                            | Pierre Chevalier                                 | Eddie Constantine, Maria Frau René Clermont                  | Policier                   |        |  |
| Les Week-ends de Néron                  | Steno                                            | Alberto Sordi, Vittorio De Sica Gloria Swanson               | Parodie                    | -      |  |
| Zaza                                    | René Gaveau                                      | Lilo, Maurice Teynac Robert Dalban                           | drame                      |        |  |